# إرنست نيلسون
إرنست نيلسون (بالدنماركية: Ernst Nilsson)‏ هو لاعب كرة قدم ومدرب كرة قدم دنماركي، ولد في 22 سبتمبر 1901، وتوفي في 6 يناير 1977. شارك مع منتخب الدنمارك لكرة القدم.